# بيت علوان (ذي السفال)

تعديل مصدري - تعديل

بيت علوان محلة تابعة لقرية الرحوب، التابعة لعزلة العنسيين بمديرية ذي السفال إحدى مديريات محافظة إب في الجمهورية اليمنية، بلغ تعداد سكانها 51 حسب تعداد اليمن لعام 2004.